# لهجه دامغانی
لهجه دامغانی از لهجه‌های زبان فارسی است که در منطقه دامغان در استان سمنان رایج است. این لهجه با زبان‌های رایج در استان مانند سرخه‌ای، سمنانی و سنگسری متفاوت است.
اگرچه فهم لهجه دامغانی برای فارسی‌زبانان بسیار ساده است اما در لهجه دامغانی کلمات منحصر بفردی وجود دارد که مربوط به زبان دامغانی است. این کلمات غالبا ریشه در فرهنگ کهن و تاریخ چند هزار ساله دامغان دارند.

## ویژگی‌ها
این لهجه که در دامغان رایج است ضمه‌گرا بوده و فتحه‌ها را معمولاً به ضمه تبدیل می‌کند. صرف افعال نیز فارسی است با این تفاوت که تفاوت‌هایی در آوا وجود دارد.
بخورم← bokhorom
بخورید← bokhorin
بخورند← bokhoren
بروم← borom
خودم←khodom
نمک← nemek
زمین← zemin
نشستند← neshtaden
دکان← doukan
ذرت← zoret
در لهجه دامغانی با اضافه کردن آوای ū (او) به انتهای اسامی و کلمات و جایگزین کردن کسره به جای فتحه آن‌ها را ادا می‌کنند. در بعضی از کلمات نیز  به جای اُ از اُو استفاده می‌شود.

## منبع
1. ↑  Nordhoff, Sebastian; Hammarström, Harald; Forkel, Robert; Haspelmath, Martin, eds. (2013). "دامغانی". Glottolog 2.2. Leipzig: Max Planck Institute for Evolutionary Anthropology. {{cite book}}: Invalid |display-editors=4 (help)
2. ↑  «پورتال ایران-استان سمنان». بایگانی‌شده از اصلی در ۱۰ فوریه ۲۰۱۵. دریافت‌شده در ۱۵ آوریل ۲۰۱۲.
3. ↑  «مرکز تحقیقات صداوسیمای جمهوری اسلامی ایران». بایگانی‌شده از اصلی در ۱۱ دسامبر ۲۰۱۳. دریافت‌شده در ۱۵ آوریل ۲۰۱۲.